# كازوكي هارا
كازوكي هارا (باليابانية: 原 一樹) (5 يناير 1985 في تشيبا في اليابان – )؛ هو لاعب كرة قدم ياباني سابق كان يلعب كمهاجم.

## وصلات خارجية
- كازوكي هارا على موقع رابطة كرة القدم اليابانية للمحترفين (اليابانية)
- كازوكي هارا على موقع قاعدة بيانات كرة القدم.إي يو (الإنجليزية)
- كازوكي هارا على موقع Soccerway.com (الإنجليزية)
- كازوكي هارا على موقع عالم كرة القدم.نت (الإنجليزية)
- كازوكي هارا على موقع كووورة